# 地杨梅
地杨梅（学名：Luzula campestris）为灯心草科地杨梅属下的一个种。

## 延伸阅读
[在维基数据编辑]
 《欽定古今圖書集成·博物彙編·草木典·地楊梅部》，出自陈梦雷《古今圖書集成》
 《植物名實圖考·地楊梅》，出自吳其濬《植物名實圖考》